# Dinastia Candar
La dinastia Candar o il casato di Candar (turco moderno: Candaroğulları), beilicato di Candar, principato di Candar (Candaroğulları Beyliği, Candar Beyliği), noti anche come la dinastia Isfendiyar (İsfendiyaroğulları), beilicato di Isfendiyar (İsfendiyaroğulları Beyliği, İsfendiyar Beyliği) o beilicato di Sinope, è una principesca dinastia anatolica turca Oghuz che regnò nei territori corrispondenti alle province di Eflani, Kastamonu, Sinope, Zonguldak, Bartın, Karabük, Samsun, Bolu, Ankara e Çankırı nell'attuale Repubblica di Turchia negli anni tra il 1291 e il 1461. La regione è anche conosciuta nella letteratura occidentale come Paphlagonia, un nome usato per la stessa area geografica durante il periodo romano.
La dinastia e il principato, fondati da Şemseddin Yaman Candar Bey, furono incorporati nell'Impero ottomano dal sultano Mehmed II nel 1461.

## Storia
Discendente dal ramo Kayı dei Turchi Oghuz, la dinastia iniziò quando Il sultano selgiuchide Mesud II diede Eflani a Şemseddin Yaman Candar, comandante della guardia imperiale, in ringraziamento per averlo salvato dalla prigionia mongola. Questa provincia, tuttavia, era già sotto il controllo dei Chobanidi. Dopo la morte di Şemseddin Yaman Candar, suo figlio Süleyman I conquistò la provincia e annesse Safranbolu e Sinope, precedentemente governati dai discendenti di Mu'in al-Din Suleyman. Süleyman nominò quindi suo figlio Ibrahim I come governatore di Sinope e un secondo figlio Ali a Safranbolu. Egli regnò sotto l'autorità dell'Ilkhanato, i Mongoli di Persia, fino alla morte del sovrano Abu Sa'id.
Dopo la morte di Süleyman I, i suoi figli Ibrahim I e Ali rivaleggiarono per il trono. Nel 1339 Ibrahim prevalse e prese il potere a Kastamonu. Alla sua morte, suo cugino Adil lo sostituì (1346-1361). Quando Adil morì, suo figlio Kötürüm Bayezid divenne bey. Bayezid combatté due volte con Kadi Burhan al-Din, il sovrano della regione di Sivas, e nel 1383 perse Kastamonu a causa di uno dei suoi figli, Solimano II, che ricevette il sostegno militare dal sultano ottomano Murad I. Bayezid partì per Sinope, e di conseguenza il beilicato Jandaride fu diviso. Dopo la morte di Bayezid nel 1385, gli succedette suo figlio Isfendiyar.
Con sede a Kastamonu, Solimano II rimase fedele a Murad I, suo sostenitore nella rivolta contro suo padre, e partecipò alle campagne ottomane in Europa nel 1386 e nel 1389. Il successore di Murad, l'aggressivo Beyazid I lanciò un assalto nel 1391 a Kastamonu come parte di uno sforzo per controllare i principati anatolici. Solimano II fu ucciso e il dominio deila dinastia di Candar a Kastamonu terminò.
Nel frattempo, temendo un conflitto con i potenti ottomani, Isfendiyar chiese l'immunità a Beyazid in cambio di essere soggetto al regno ottomano. Beyazid concesse a Isfendiyar un'autonomia. Dopo la sconfitta del sultano da parte dei mongoli nel 1402, Isfendiyar riconobbe l'autorità del khan mongolo Tamerlano, che lo confermò nelle tradizionali terre Candaride di Kastamonu, Kalecik, Tosya e Çankırı.
Dopo che Tamerlano lasciò l'Anatolia, durante l'Interregno ottomano, Isfendiyar rimase vicino a tutti i quattro figli di Beyazid evitando qualsiasi conflitto. Quando uno dei suoi figli, Kasim rivendicò il controllo su Çankırı e Tosya, e dichiarò l'annessione di queste aree all'Impero ottomano, il dominio dei Candaridi fu nuovamente suddiviso. Isfendiyar, tuttavia, si ribellò contro il nuovo sultano Murad II, e una volta sconfitto si ritirò a Sinope (1423). Isfendiyar morì nel 1439, a gli succedette suo figlio Ibrahim II, che alla sua morte fu sostituito da Ismail nel 1443.
Dopo la conquista di Costantinopoli nel 1453, il sultano ottomano Mehmed II si rivolse all'Anatolia per unire i beilicati e i principati anatolici sotto il suo governo. Nel 1461, unendo le forze con il fratello di Ismail Ahmed (il Rosso), conquistò Sinope e pose fine al regno ufficiale della dinastia dei Candaridi, anche se nominò Ahmed governatore di Kastamonu e Sinope, per poi revocare la nomina di Ahmed lo stesso anno. Secondo una ricerca, ciò sembra essere accaduto nel 1464.

### Dinastia
In seguito all'incorporazione del principato nell'Impero ottomano, alla dinastia regnante furono offerte varie importanti funzioni all'interno dell'amministrazione ottomana, che furono mantenuto fino al suo crollo nel 1922. I discendenti della dinastia di Candar vivono oggi come cittadini della Repubblica di Turchia principalmente a Istanbul e in Europa, utilizzando vari cognomi. Ayşe Sultan, che è stato l'ultimo discendente identificato della dinastia Candar, avendo beneficiato dello status offerto dall'Impero ottomano alla dinastia. Morì nel 1981 ad Ankara.

Lo stemma del casato di Candar secondo l'Atlante catalano del 1375.

### Stemma
A causa delle loro somiglianze, lo stemma del casato di Candar può essere confuso da molti con quella che oggi è conosciuta come la stella di David. Tuttavia, nel medioevo, questo simbolo non era associato esclusivamente al giudaismo, ma anche all'Islam, dove era conosciuto come il sigillo di Sulaiman, portato dal profeta Sulaiman, figlio di Davide. Il simbolo ha guadagnato popolarità tra i beilicato turchi d'Anatolia, con il beilicato di Karaman un altro stato noto per aver adottato una variazione del sigillo sulla loro bandiera.

## Cultura
I Candaridi si trovavano in una regione molto importante nel nord-est d'Anatolia. Erano piuttosto significativi nella loro area in termini demografici (420.000 nel 1332) e di l'influenza politica, rispetto ad altri beilicati e stati nella loro epoca. Avendo regnato per circa 170 anni, i Candaridi erano piuttosto avanzati nell'architettura, nella vita culturale e sociale e nel benessere. Inoltre, molti libri in turco furono scritti durante il loro regno da scienziati e scrittori di corte, comprese poesie, libri di medicina, chimica, scienze sociali e traduzioni dall'arabo e dal persiano.
Molte strutture architettoniche sono rimaste dell'era Candarid nella regione, inclusi hammam, caravanserragli, numerose moschee, locande, scuole religiose (madrase) e biblioteche.

## Economia
Il geografo del XIV secolo al-Umari osserva che la sede del beilicato, Kastamonu, era una delle province più importanti di tale regione e che Sinope  era uno dei porti più importanti del Mar Nero dove i genovesi gestivano un magazzino. Questi si trovavano su una rotta commerciale cruciale che portava all'interno dell'Anatolia. La vicina provincia di Sivas era allora abitata da molti mercanti genovesi, che trasportavano le merci che sarebbero arrivate da est e da sud ai loro porti di Trebisonda, Samsun e Sinope. Gli archivi veneziani documentano gli stretti legami finanziari e commerciali esistenti tra i Candaridi e le città-stato di Venezia e Genova. Kastamonu era anche ricca di risorse naturali come il minerale di ferro e il rame, importanti materie prime industriali.
Nel loro commercio con i genovesi, i Candaridi usavano monete di rame che coniavano e che recavano l'immagine di due pesci e l'iscrizione Dârü's-saâde-i Sinop ("Il palazzo di Sinope").

## Esercito
I Candaridi avevano un corpo di cavalleria leggera di 25.000. Questa vasta potenza militare aveva spesso contribuito alle campagne ottomane in Rumelia e in Anatolia, compreso l'assedio di Costantinopoli. Essendo vicini dei bizantini, i Candaridi contribuirono a campagne e incursioni impedendo loro di procedere ulteriormente verso altri beilicati.
I Candaridi possedevano anche un cantiere navale a Sinope che li equipaggiava con una forte forza navale. La dimensione di questa forza è sconosciuta, ma è noto che è stata utilizzata in un attacco all'avamposto genovese di Kefe (Feodosia oggi, in Crimea, Ucraina).

## Sovrani
| Sovrano                        | Regno      | Note |
| ------------------------------ | ---------- | --- |
| Şemseddin Yaman Candar Bey     | 1291 circa | Fondatore e primo bey della dinastia.                                                                                               |
| Süleyman I Pascià              | 1309–1340  | Dopo la sua morte (circa 1309) ci fu una lotta dinastica tra i suoi due figli, İbrahim e Ali.                                       |
| lotta dinastica                |            | |
| İbrahim Pascià                 | 1340–1345  | İbrahim vinse la lotta con suo fratello Ali nel 1339.                                                                               |
| Âdil Bey bin Ya'kûb            | 1346–1361  | |
| Celâleddin Kötürüm Bâyezid Bey | 1361–1385  | |
| Süleyman II Şah                | 1385–1392  | |
| İsfendiyar Bey                 | 1385–1440  | |
| Tâceddin Ibrâhim II Bey        | 1440–1443  | |
| Kemâleddin Ismâil Bey          | 1443–1461  | |
| Kızıl Ahmed Bey (il Rosso)     | 1461       | Il decimo e ultimo bey di Candar. Kızıl Ahmed Bey governò per 3 mesi prima dell'incorporazione del principato nell'Impero Ottomano. |